# Valentin Ivanov (astronome)
Pour les articles homonymes, voir Valentin Ivanov et Ivanov.
Valentin D. Ivanov (en bulgare : Валентин Д. Иванов), né le 1er août 1967 à Bourgas, est un astronome bulgare travaillant à l'Observatoire européen austral, principalement sur le site de Paranal. Parmi ses principaux domaines de recherche figurent la dynamique des amas d'étoiles, la formation d'étoiles, de naines brunes et d'exoplanètes autour de ces objets.
Valentin Ivanov et Ray Jayawardhana sont deux des pionniers de la recherche sur les planémos. Ils ont découvert le premier planémo double, Oph 162225-240515. Cette découverte eut lieu juste avant le débat sur la définition des planètes de 2006 et pose le problème de la distinction entre planètes et naines brunes.

## Biographie
Valentin D. Ivanov est né dans la ville de Bourgas, en Bulgarie, en 1967. Il a obtenu sa maîtrise en physique et astronomie à l'Université de Sofia en 1992. Il a obtenu un doctorat à l'Université de l'Arizona, à Tucson (Arizona, États-Unis) en 2001. Il est devenu membre de l'Observatoire européen austral (ESO), à La Silla et au Cerro Paranal. Entre 2003 et 2014, il était astronome à l'Observatoire européen austral à Paranal, où il était scientifique instrumentiste pour un certain nombre d'instruments dans le proche infrarouge, y compris SofI au NTT, ISAAC et VISIR au VLT, et la caméra à grand champ VIRCAM montée sur le télescope VISTA. Il a déménagé au siège de l'ESO en 2015, où il travaille au sein du groupe des produits de données scientifiques.
La science-fiction est le passe-temps de Valentin. Il a une trentaine d'histoires parues en Bulgarie et quelques-unes dans divers lieux de langue anglaise. Ses histoires ont également été traduites en allemand et en russe. En 2006, avec Kiril Dobrev, il a publié un recueil d'histoires de science-fiction en bulgare.